# Johan Rosén
Johan Rosén (* 26. Februar 1967 in Arboga) ist ein ehemaliger schwedischer Eishockeyspieler, der in seiner aktiven Zeit von 1985 bis 2005 unter anderem für den EV Landshut und die München Barons in der Deutschen Eishockey Liga gespielt hat.

## Karriere
Johan Rosén begann seine Karriere als Eishockeyspieler in seiner Heimatstadt in der Jugend des IFK Arboga IK, für dessen erste Mannschaft er von 1985 bis 1988 in der drittklassigen Division 2 aktiv war. Anschließend wechselte der Angreifer zum Mariestad BoIS HC in die zweitklassige Division 1, für den er in der Saison 1988/89 auf dem Eis stand. Daraufhin lief er vier Jahre für dessen Ligarivalen Mora IK auf, ehe er von 1993 bis 1997 für Luleå HF in der Elitserien spielte, mit denen er in der Saison 1995/96 Schwedischer Meister wurde. In der folgenden Spielzeit zog er erneut mit Luleå in das Finale um die Schwedische Meisterschaft ein, in dem er mit seiner Mannschaft dem Färjestad BK unterlag.
Daraufhin wechselte er zum EV Landshut in die DEL. Nachdem diese 1999 ihre DEL-Lizenz verkauften, schloss sich der Schwede den neugegründeten München Barons an, mit denen er in der Saison 1999/2000 Deutscher Meister wurde, wobei Rosén mit acht Toren als Bester Torschütze in den Playoffs zu diesem Erfolg beitrug. Im folgenden Jahr zog er erneut mit den Barons in das Finale um die deutsche Meisterschaft ein, in dem er mit seiner Mannschaft dem DEL-Rekordmeister Adler Mannheim unterlag. Als die München Barons 2002 nach Hamburg umgesiedelt wurden, kehrte Rosén zusammen mit seinem Landsmann Hans Lodin nach Schweden zu Leksands IF zurück, für das der Rechtsschütze bis 2005 spielte. Nach über einem Jahr Pause lief Rosén in der Saison 2006/07 noch einmal in einem Spiel für seinen Heimatclub IFK Arboga IK auf, der in der Zwischenzeit in die zweitklassige HockeyAllsvenskan aufgestiegen war.

## Erfolge und Auszeichnungen
- 1996 Schwedischer Meister mit Luleå HF
- 1997 Schwedischer Vizemeister mit Luleå HF
- 2000 Deutscher Meister mit den München Barons
- 2000 Bester Torschütze der DEL-Playoffs
- 2001 Deutscher Vizemeister mit den München Barons